# ASD AVC Vogherese 1919
Associazione Sportiva Dilettantistica AVC Vogherese 1919, zkráceně jen Vogherese je italský klub hrající v sezoně 2024/25 4. italskou fotbalovou ligu, sídlící ve městě Voghera v regionu Lombardie.

## Změny názvu klubu
- 1919/20 – 1921/22 – AVC (Associazione Vogherese Calcio)
- 1921/22 – UG Vogherese (Unione Ginnastica Vogherese)
- 1922/23 – 1926/27 – AVC dell'UGV (A.V.C. dell'U.G.V.)
- 1927/28 – 1940/41 – AVC (Associazione Vogherese Calcio)
- 1941/42 – 1944/45 – Dopolavoro Aziendale VISA (Dopolavoro Aziendale V.I.S.A.)
- 1945/46 – 1958/59 – AVC (Associazione Vogherese Calcio)
- 1959/60 – 1961/62 – ARC Voghera (Associazione Ragazzi Cairoli Voghera)
- 1962/63 – 1972/73 – AC Voghera (Associazione Calcio Voghera)
- 1973/74 – 1993/94 – AC Vogherese (Associazione Calcio Vogherese)
- 1994/95 – 2012/13 – AC Voghera (Associazione Calcio Voghera)
- 2015/16 – 2018/19 – ASD Voghera (Associazione Sportiva Dilettantistica Voghera)
- 2019/20 – ASD AVC Vogherese 1919 (Associazione Sportiva Dilettantistica AVC Vogherese 1919)

## Získané trofeje

### Vyhrané domácí soutěže
- 4. italská liga (1x)

1941/42
- 5. italská liga (6x)

1961/62, 1977/78, 1980/81, 1992/93, 1995/96, 2022/23,

## Účast v ligách
| Úroveň soutěže | Název soutěže (nynější název) | První hraná sezona | Poslední hraná sezona | celkem odehraných sezon |
| -------------- | ----------------------------- | ------------------ | --------------------- | ----------------------- |
| 2              | Serie B                       | 1945/46            | 1947/48               | 3                       |
| 3              | Serie C                       | 1927/28            | 1949/50               | 14                      |
| 4              | Serie D                       | 1926/27            | 2024/25               | 29                      |
| 5              | Eccellenza                    | 1957/58            | 2012/13               | 24                      |